# Cyperus cristulatus
Cyperus cristulatus är en halvgräsart som beskrevs av Stanley Thatcher Blake. Cyperus cristulatus ingår i släktet papyrusar, och familjen halvgräs. Inga underarter finns listade i Catalogue of Life.